# Prochilodus argenteus
Prochilodus argenteus és una espècie de peix de la família dels proquilodòntids i de l'ordre dels caraciformes.

## Morfologia
- Els mascles poden assolir 44 cm de longitud total.[1][2]

## Hàbitat
És un peix d'aigua dolça i de clima subtropical.

## Distribució geogràfica
Es troba a Sud-amèrica: és una espècie de peix endèmica de la conca del riu São Francisco. Introduït a diversos rius del nord-est del Brasil.